# Луиђи Бертолини
Луиђи Бертолини (Бузала, 13. септембар 1904 — Торино, 11. фебруар 1977) био је италијански фудбалер који је играо као везни играч.

## Клупска каријера
Рођен у Бузали, провинцији Ђенова, Бертолини је 1920-их играо за Савону, Алесандрију и Јувентус. Прешао је из Алесандрије у Јувентус 1931. године, поставши саставни део тима који је освојио пет узастопних титула. Укупно је одиграо 135 утакмица за Јувентус, постигавши пет голова. Повукао се из фудбала 1937. године.

## Репрезентација
За фудбалску репрезентацију Италије Бертолини је дебитовао 1929. године и био је члан екипе која је освојила Светско првенство 1934. године. Заједно са Луисом Монтијем и Атилијом Ферарисом, Бертолини је чинио легендарни италијански везни ред успостављен на Светском купу 1934. На том турниру започео је сваку утакмицу, а Поцо га је одморио тек у првом четвртфиналном сусрету са Шпанијом. Бертолини је врло препознатљив на фотографијама италијанског тима који је 1934. победио на Светском купу захваљујући својој великој белој бандани којом је штитио главу од шавова лопте приликом покушаја удараца главом.

## Тренерска каријера
Након пензионисања, Бертолини је започео тренерску каријеру са Тигулијом 1938.